# Otradnoje (stacja metra)
Otradnoje (ros. Отрадное) – stacja moskiewskiego metra linii Sierpuchowsko-Timiriaziewskiej (kod 131). Przez półtora roku pełniła rolę stacji końcowej linii. Wyjścia prowadzą na Severnyj Bulwar i ulice Dekabrystów oraz Chaczaturiana.

## Konstrukcja i wystrój
Jednopoziomowa, jednonawowa stacja metra z jednym peronem. Ściany nad torami pokryto czarnym marmurem, a podłogi ciemnym granitem. Hall stacji ozdobiono panelami ukazującym sceny z powstania Dekabrystów w grudniu 1825 na placu Senackim.